# Paisatge amb alzines
Paisatge amb alzines és una pintura sobre tela feta per Baldomer Galofre i Giménez el 1871 i que es troba conservada actualment a la Biblioteca Museu Víctor Balaguer, amb el número de registre 3827 d'ençà que va ingressar el 26 d'octubre de 1884, provinent la col·lecció privada de Víctor Balaguer i Cirera.	

## Descripció
Paisatge que representa un gran prat amb enormes alzines a la part central, amb grups de roques al costat esquerre, i un camí serpentejant a la dreta. Enmig del prat apareixen dues figures (una femenina i l'altra masculina), d'esquena, en actitud de buscar alguna cosa. Més próximes, dues altres figures femenines, una de cara i dreta, l'altra de perfil i asseguda, ambdues amb indumentària de pageses de fi de segle. A la dreta, lluny, la sombra d'un mas; més enllà un turó i, al marge superior, un celatge ennuvolat.	

## Inscripció
Al quadre es pot llegir la inscripció B. Galofré.